# ادگار ویلیام کاکس
ادگار ویلیام کاکس (انگلیسی: Edgar William Cox؛ ۹ مه ۱۸۸۲ – ۲۶ اوت ۱۹۱۸) فرد نظامی اهل پادشاهی متحد بریتانیای کبیر و ایرلند بود. وی همچنین برندهٔ جوایزی همچون لژیون دونور (شوالیه) شده‌است.